# 로절린드 러셀
로절린드 러셀(영어: Rosalind Russell, 1907년 6월 4일 ~ 1976년 11월 28일)은 20세기 미국의 배우이다. 골든 글로브상을 5번 수상했으며, 아카데미 여우주연상에는 네 번이나 후보로 올랐으나 수상하지는 못했다. 대표작으로는 《여인들》(The Women ,1939), 《그의 연인 프라이데이》(1940), 《집시》(1962)가 있다. 그는 코네티컷주 워터베리에서 태어났으며, 뉴욕 예술 아카데미에서 공부한 뒤 모델을 거쳐 브로드웨이 무대에 출연하였다.

## 영화
- 시타델 (1938년 영화)
- 여자들 (1939년 영화)
- 그의 연인 프라이데이
- 피크닉 (1955년 영화)
- 앤티 맘
- 머조러티 오브 원

## 참고 자료
- 로절린드 러셀 - 두산세계대백과사전